# Babúrino (Múrom)
|  | Per a altres significats, vegeu «Babúrino». |

Babúrino (en rus: Бабурино) és un poble de l'óblast de Vladímir, a Rússia, segons el cens del 2012 tenia 3 habitants. Pertany al districte municipal de Múrom.